# Wilhelm Korff
Wilhelm Korff herbu własnego (zm. przed 20 stycznia 1669 roku) – starosta orleński w latach 1634–1648, właściciel Orla od 1648 roku, członek Rady Konsultacyjnej Litwy Szwedzkiej w latach 1655–1656 ze starostwa żmudzkiego.
Jako poseł na sejm elekcyjny 1648 roku był elektorem Jana II Kazimierza Wazy z województwa inflanckiego, jako deputat podpisał jego pacta conventa. Poseł sejmiku wendeńskiego na sejm koronacyjny 1649 roku, poseł sejmiku rosieńskiego na sejm 1659 roku. Związany z Bogusławem Radziwiłłem, członek rodziny Korffów, wywodzącej się z Niemców bałtyckich.